# مرشد العسل أصفر الردف
مرشد العسل أصفر الردف أو دليل المناحل أصفر الردف (الاسم العلمي: Indicator xanthonotus) (بالإنجليزية: Yellow-rumped Honeyguide)‏ هو نوع من الطيور يتبع جنس مرشد العسل من فصيلة مرشدات العسل.